# Chính phủ Flensburg
Chính phủ Flensburg (tiếng Đức: Flensburger Regierung) là chính phủ cuối cùng của Đức Quốc xã do Đô đốc hải quân Đức Karl Dönitz lãnh đạo, đặt tại thành phố Flensburg. Chính phủ được thành lập vào ngày 2 tháng 5 và giải tán vào ngày 23 tháng 5 năm 1945 sau khi đầu hàng Hồng Quân Liên Xô và phe Đồng minh, kết thúc sự tồn tại của Đức Quốc xã.

## Thành lập và Kết thúc
Karl Dönitz sinh ngày 16/9/1891, ông là người góp phần quan trọng vào các chiến thắng của hải quân Đức Quốc xã trong các chiến dịch tàu ngầm U-boat. Năm 1943, ông được phong quân hàm Thống tướng và giữ chức Tổng Tư lệnh Hải quân Đức Quốc xã. 
Với lòng trung thành tuyệt đối cho chủ nghĩa Quốc xã, ông được Hitler hết sức tin tưởng, nhất là trong bối cảnh Hitler liên tiếp chỉ trích các tướng lĩnh quân sự về lòng trung thành của họ giai đoạn cuối chiến tranh.
Sau cái chết của Hitler, Dönitz nghe theo cái gọi là ý chí và di chúc của Lãnh tụ - được viết vài giờ trước khi Hitler tự sát để vào ngày 2/5/1945, Donitz được chỉ định nhậm chức quốc trưởng Đế chế. Theo di chúc, Joseph Goebbels được chỉ định làm Thủ tướng nhưng ông ta sau đó đã tự sát, chỉ một ngày sau cái chết của Adolf Hitler, do vậy, Lutz Graf Schwerin von Krosigk- cựu Bộ trưởng Tài chính Đức được Karl Donitz bổ nhiệm thay thế và thành lập nội các mới.  Ông rời chính phủ về thành phố Flensburg để sẵn sàng kí các văn kiện đầu hàng Khối Đồng Minh.
Mới chỉ làm quốc trưởng chưa đầy 1 tháng, Donitz kí văn kiện đầu hàng vào ngày 8/5/1945.

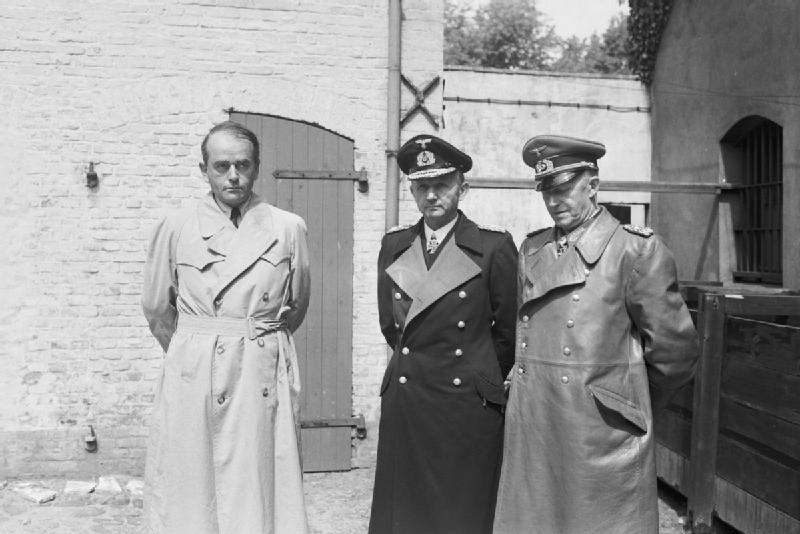
Donitz và Jodl sau khi bị quân Anh bắt giữ tại Flensburg

Do vốn đã biết tình trạng này nên vào ngày 7/5/1945, ông đã cho người làm trước bản đầu hàng dự bị, ngày 8 tháng 5 thì Đức Quốc xã chính thức ký hiệp ước đầu hàng Đồng Minh dẫn tới chấm dứt Thế chiến II ở châu Âu. Ngày 23/5/1945 ông và các thành viên của chính phủ Flensburg đầu hàng Đồng Minh mà tan rã và sụp đổ hoàn toàn, Karl bị kết án tội ác chiến tranh, đi tù hơn 10 năm rồi lưu vong sống khổ cực, âm thầm ở 1 ngôi làng gần thành phố Hamburg cho đến cuối năm 1980.